# Zafu

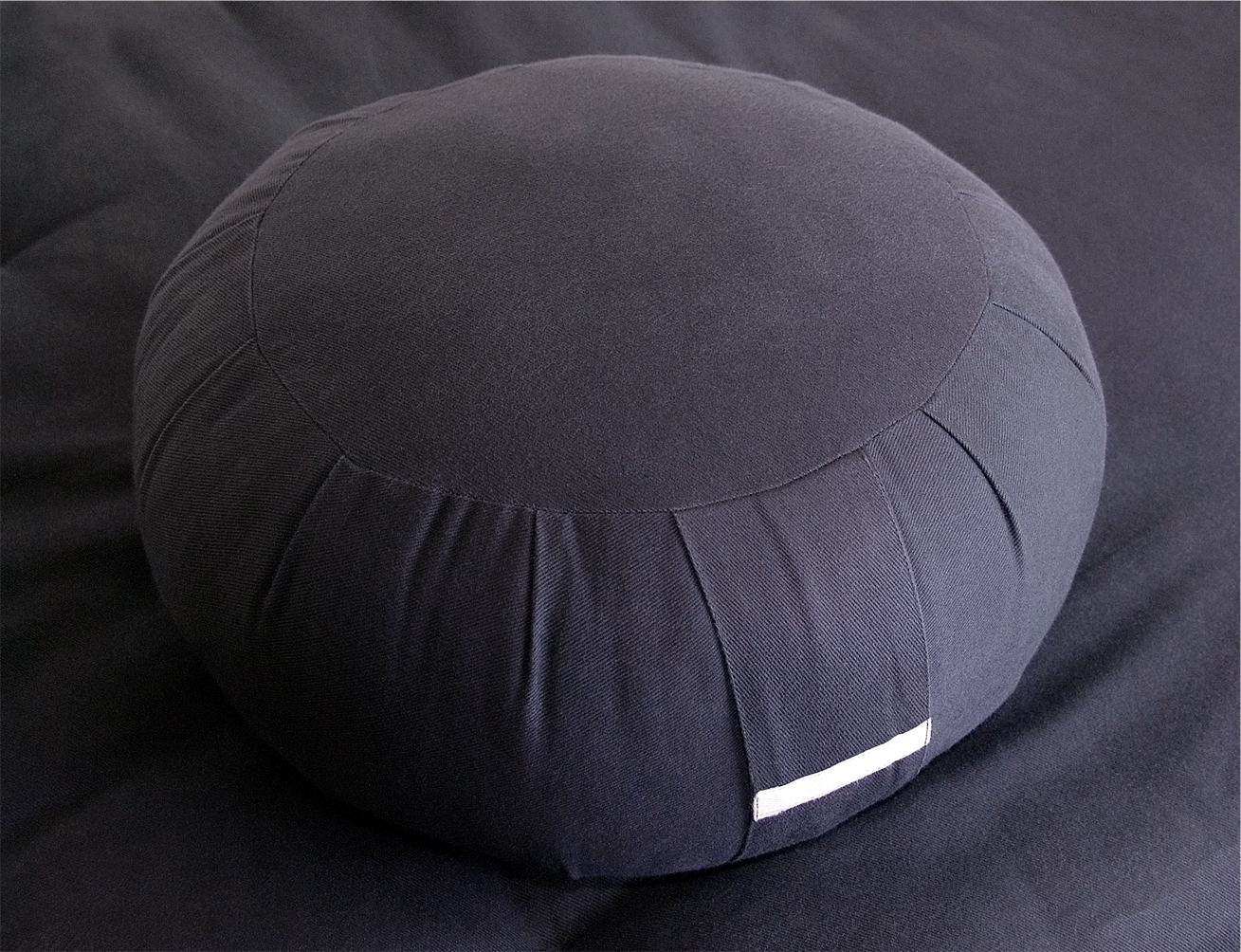
Un zafu típico

Un zafu (座蒲 en japonés o 蒲团 en chino) es un cojín redondo, de unos 35 cm de diámetro, y frecuentemente de unos 20 cm de altura, cuando ha sido sacudido. Za (座) significa asiento, y fu (蒲) significa espadaña. 
Como palabra, zafu significa 'asiento hecho de espadañas'. El origen de la palabra japonesa zafu (座蒲) viene de China, donde estos asientos de meditación se fabricaban originariamente de espadañas. En la actualidad, este ha dejado de ser el caso en Japón o China. 
Su origen se remonta al Buda Sakiamuni, quien se fabricó un cojín con hierbas secas para mantener una posición estable.

## Fabricación
Los zafus en la actualidad están cosidos a partir de tres piezas de tejido fuerte, normalmente negro o marrón oscuro: dos piezas circulares de igual diámetro para la tapa superior e inferior del cojín y un rectángulo largo de tela que cosido por ambos bordes con las demás piezas entre ellas. Tradicionalmente, los zafus se rellenan con kapok o alforfón (trigo sarraceno). En España y otros países es posible encontrar zafus rellenos de miraguano. La tela que puede utilizarse es la pana u otra tela que evite el deslizamiento.

## Zafu y zazen

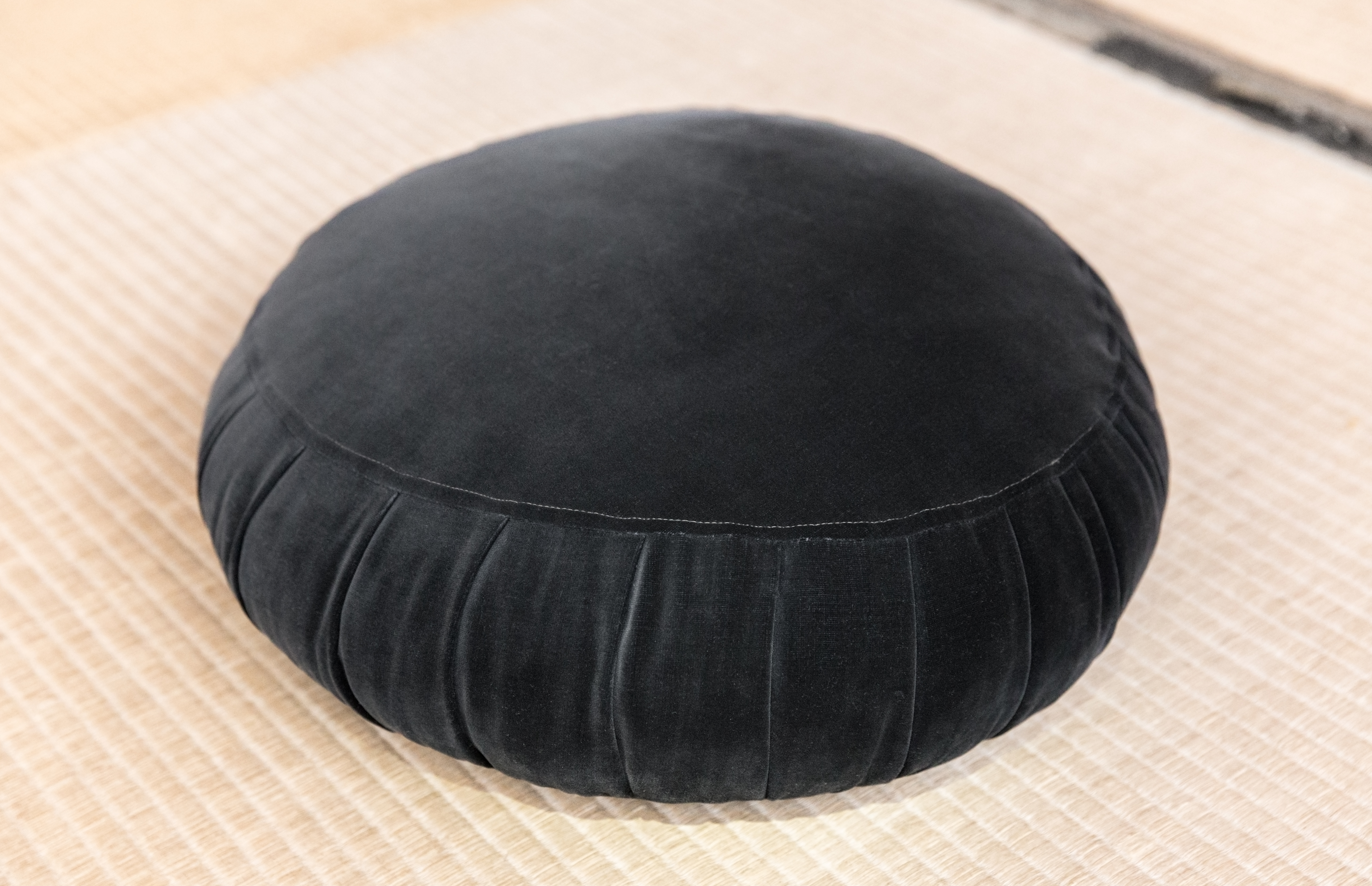
Un zafu de Sōtō Zen

Los practicantes de zazen se sientan sobre el zafu para realizar la práctica. Este cojín tiene la función de permitir bascular la pelvis hacia adelante y apoyar las rodillas sobre el suelo, consiguiendo una curva lumbar adecuada. Las dos rodillas y el coxis son los tres puntos sobre los que se sostiene la posición. Es indispensable usar el zafu para poder mantener la posición por un tiempo prolongado.
El zafu es tanto un accesorio como un símbolo en la práctica zazen. Antes y después de sentarse sobre el zafu, quien medita realiza un saludo (gassho) sobre el cojín como muestra de respeto hacia el lugar en que se va a meditar.

## Zafuton
Un zabuton (座布団 , literalmente "futón para sentarse") es un cojín rectangular de aproximadamente 76x71 cm utilizado bajo el zafu para hacerlo más confortable y como mejora de apoyo para el zazen. La cobertura exterior suele estar hecha de tela fuerte y cuenta con una cremallera a lo largo del borde para poder lavar cómodamente el interior de algodón.